# Tånum Kirke
Tånum Kirke er en kirke i Tånum Sogn i det tidligere Sønderlyng Herred Viborg Amt, nu Randers Kommune. Apsis, kor og skib er opført i romansk tid i fint tilhugne kvadersten, formodentlig omkring 1150.
Begge de oprindelige døre er blændet, men portalerne er bevaret i murværket med profilerede karmsten. Nordportalens tympanon er glat, på sydportalens tympanon kan man se Kongernes tilbedelse og Flugten til Ægypten. Sydportalens tympanon er tæt knyttet til tympanonen over sydportalen i Ålum Kirke. Mod nord er bevaret tre romanske vinduer. Under korets sydvindue ses en kvader med kors. I sengotisk tid blev skibet forlænget mod vest, de spidsbuede døre mod nord og syd er bevaret, norddøren er tilmuret, syddøren er stadig i brug, den jernbundne dørfløj til skibet er formodentlig oprindelig. Tårnet er ligeledes opført i sengotisk tid men er ikke forbundet med skibet. Våbenhuset er opført i sengotisk tid, noget senere end tårnet. I våbenhusets østmur ses en reliefkvader med hoved, våbenhusets indgangsdør er flankeret af to profilerede karmsten. Kirken blev hovedistandsat 1950-51.
Kor og skib har fladt bjælkeloft, korbuen er udvidet. På korets sydvæg har man fundet rester af en kalkmalet rankedekoration. Det murede alterbord har forside fra 1600-tallet med stribemønster og Christian 5.'s navnetræk. På alterbordet står en renæssancetavle, der ifølge indskriften er udført i 1609, i storfeltet er indsat et maleri af Anker Lund fra 1889. Prædikestolen er fra 1634. På skibets nordvæg hænger et korbuekrucifiks fra sengotisk tid.
Den romanske døbefont af granit har vulst omkring mundingsranden, skaft og firkantet fod.

## Eksterne kilder og henvisninger
- Wikimedia Commons har flere filer relateret til Tånum Kirke
- Tånum Kirke Arkiveret 31. januar 2011 hos  Wayback Machine hos nordenskirker.dk
- Tånum Kirke hos KortTilKirken.dk